# Anemie falciformă
Anemia falciformă, siclemia sau drepanocitoza, este o maladie ereditară autozomal recesivă, caracterizată printr-o formă anormală a hematiilor, acestea având o formă de seceră (sickle), în loc de formă de disc biconcav. Această formă scade flexibilitatea hematiilor, rezultând astfel un risc crescut de complicații. Forma eritrocitelor este datorată unei mutații în gena hemoglobinei. Speranța de viață pentru indivizii bolnavi este mai mică. În 1994, în SUA, speranța medie de viață a persoanelor cu această maladie a fost în jur de 42 de ani la bărbați, și 48 de ani la femei, dar astăzi, datorită unei gestionări mai bune a bolii, pacienții pot trăi până la 50 de ani sau mai mult. În Marea Britanie, speranța de viață este estimată la 53-60 de ani.
Siclemia apare mai frecvent la persoanele din regiunile tropicale și sub-tropicale, unde malaria este comună. O treime din populația din Africa sub-sahariană prezintă gena, deoarece în zonele în care malaria este des întâlnită, prezența genei este benefică: astfel, oamenii care au doar una din cele două alele ale genei, deși nu devin imuni la malarie, sunt mult mai toleranți la infecție, prezentând simptome mai puțin severe, și având o mortalitate mult mai mică atunci când sunt infectați.
Prevalența bolii în Statele Unite este de aproximativ 1 la 5.000, afectând în special indivizii de origine africană.

## Fiziopatologie
Drepanocitoza este cauzată de o mutație în lanțul β-globinei al hemoglobinei, înlocuind în poziția 6 acidul glutamic (hidrofil) cu aminoacidul valină (hidrofob). Gena β-globinei se găsește pe cromozomul 11. Asocierea a 2 lanțuri de α-globină cu două lanțuri mutante de β-globină rezultă în formarea hemoglobinei S. În condiții hipoxice (de exemplu, la o altitudine mare), lipsa unui aminoacid polar în poziția a șasea în lanțul β-globinei duce la agregarea moleculelor de hemoglobină, care denaturează structura hematiilor, trecând din forma de disc biconcav în forma de seceră. Astfel, scade elasticitatea hematiilor. 
Hematiile normale din sânge sunt destul de elastice, proprietate ce le permite să se deformeze pentru a putea trece prin capilare. În siclemie, hipoxia favorizează trecerea hematiilor în forma de seceră, ceea ce le reduce elasticitatea, iar atunci când se revine la o concentrație normală de oxigen, acestea nu mai sunt capabile să-și restabilească forma normală. Astfel, aceste celule nu mai sunt capabile să treacă prin capilarele înguste, ceea ce duce la ocluzia vaselor, și ischemie. 
Anemia este declanșată de hemoliză (distrugerea hematiilor), din cauza structurii acestora. Deși măduva osoasă încearcă să compenseze pierderile prin intensificarea eritropoiezei, aceasta nu este de ajuns. Hematiile normale au o durată de viață de 90-120 de zile, însă drepanocitele pot supraviețui numai 10-20 de zile. 
În mod normal, oamenii au hemoglobină A (două lanțuri alfa și 2 lanțuri beta), hemoglobină A2 (2 lanțuri alfa și 2 lanțuri delta) și hemoglobină F (fetală, 2 lanțuri alfa și 2 lanțuri gamma). Hemoglobina A are o pondere de 96-97% din hemoglobina normală la om.

## Simptome
Simptomele anemiei falciforme apar de obicei la câteva luni după naștere, din cauza predominanței hemoglobinei F (fetale) în organismul nou-născutului. Simptomele încep să apară odată cu debutul sintezei masive de lanțuri β modificate pentru producția de hemoglobină S. 
Simptomele se pot încadra în:
- Crize vaso-oclusive: hematiile în formă de seceră blochează circulația la nivelul vaselor mici, împiedicând transportul oxigenului la nivelul organelor, ceea ce duce în timp la dureri de intensitate mare.
  - creier: accident vascular cerebral ischemic;
  - splină: infarct splenic;
  - plămâni: pneumonie, hipertensiune pulmonară;
  - rinichi: nefropatii, până la insuficiență renală;
  - oase: osteonecroză avasculară;
  - mușchi;
- Anemie hemolitică: drepanocitele sunt eliminate rapid din organism, din cauza formei lor anormale. O consecință a acestui fapt îl reprezintă icterul, când capacitatea de eliminare a hematiilor cu HbS este depășită, iar bilirubina rezultată se acumulează la nivelul pielii, conjunctivei și mucoaselor.
- Infecții: în special cu pneumococi sau meningococi (asplenie funcțională).

Manifestările cronice ale bolii se pot traduce prin întârziere de creștere, întârziere pubertală, deficite nutritive (folați), tulburări cardio-pulmonare, defecte retiniene (vasele de la nivelul ochilor sunt mai sensibile la ocluziile produse de hematiile anormale), nefropatii (ocluzarea arteriolelor și capilarelor de la nivel renal duce la hiperfiltrare și glomerulopatie), priapism etc. 

## Tratament
Tratamentul drepanocitozei se bazează pe:
- tratamentul crizelor vaso-oclusive: analgezice (inclusiv opiacee) și concentrație crescută de oxigen;
- evitarea factorilor declanșatori ai crizelor (altitudine mare, vreme rece, infecții, deshidratare);
- suplimente cu acid folic;
- tratamentul preventiv al infecțiilor pneumococice și meningococice;
- transfuzii de sânge în anemii severe.

Hidroxiureea favorizează sinteza de hemoglobină fetală, formată în condiții normale în cantități mici, prin inhibarea producției de hematii cu hemoglobină S. Acest medicament pare să reducă în mod semnificativ numărul crizelor dureroase și a mortalității. Cu toate acestea, acesta nu poate fi folosit din cauza mecanismului său de acțiune la pacienții cu anemie. 
Prevenirea infecțiilor pneumococice la copii mici se efectuează prin vaccinări.
Transfuziile de sânge ar putea reduce semnificativ riscul de accidente vasculare cerebrale la unii copii care prezintă risc special.